# 9922 Catcheller

9922 Catcheller

9922 Catcheller eller 1981 EO21 är en asteroid i huvudbältet som upptäcktes den 2 mars 1981 av den amerikanska astronomen Schelte J. Bus vid Siding Spring-observatoriet. Den är uppkallad efter Moment 22.
Asteroiden har en diameter på ungefär 3 kilometer och den tillhör asteroidgruppen Nysa.